# Michael Gruber (combiné nordique)
Pour les articles homonymes, voir Michael Gruber.
Michael Gruber né le 5 décembre 1979 à Schwarzach im Pongau, est un ancien spécialiste autrichien du combiné nordique actif dans l'élite de 2000 à 2007. Il est champion olympique par équipes en 2006 après avoir remporté un titre mondial sur cette épreuve en 2003.

## Palmarès

### Jeux olympiques
| Épreuve / Édition | Épreuve / Édition | Salt Lake City 2002 | Turin 2006 |
| Sprint            | Sprint            | 28e                 | 13e        |
| Gundersen         | Gundersen         |                     | 12e        |
| Par équipes       | Par équipes       | Bronze              | Or         |

### Championnats du monde
| Épreuve / Édition | Épreuve / Édition | Lahti 2001 | Val di Fiemme 2003 | Oberstdorf 2005 | Sapporo 2007 |
| ----------------- | ----------------- | ---------- | ------------------ | --------------- | ------------ |
| Sprint            | Sprint            | 20e        | 16e                | 5e              |              |
| Gundersen         | Gundersen         |            | 12e                | 6e              | 12e          |
| Par équipes       | Par équipes       |            | Or                 | Bronze          |              |

### Coupe du monde
- Meilleur classement général : 12e en 2004.
- 2 podiums individuels : 1 deuxième place à Val di Fiemme en décembre 2003 et 1 troisième place à Trondheim en décembre 2004.
- 1 victoire par équipe.